# 浬浦镇 (诸暨市)
浬浦镇，是中国浙江省绍兴市诸暨市下辖的一个镇。

## 行政区划
下辖以下地区：
书院社区、浬浦村、马郦村、五美村、枫林村、梅西村、盘山村、陶姚村、上周坞村、白杜坞村、吾家坞村、廊下村、外浦村和兼溪村。